# Einkaufszentrum Sonnenhof

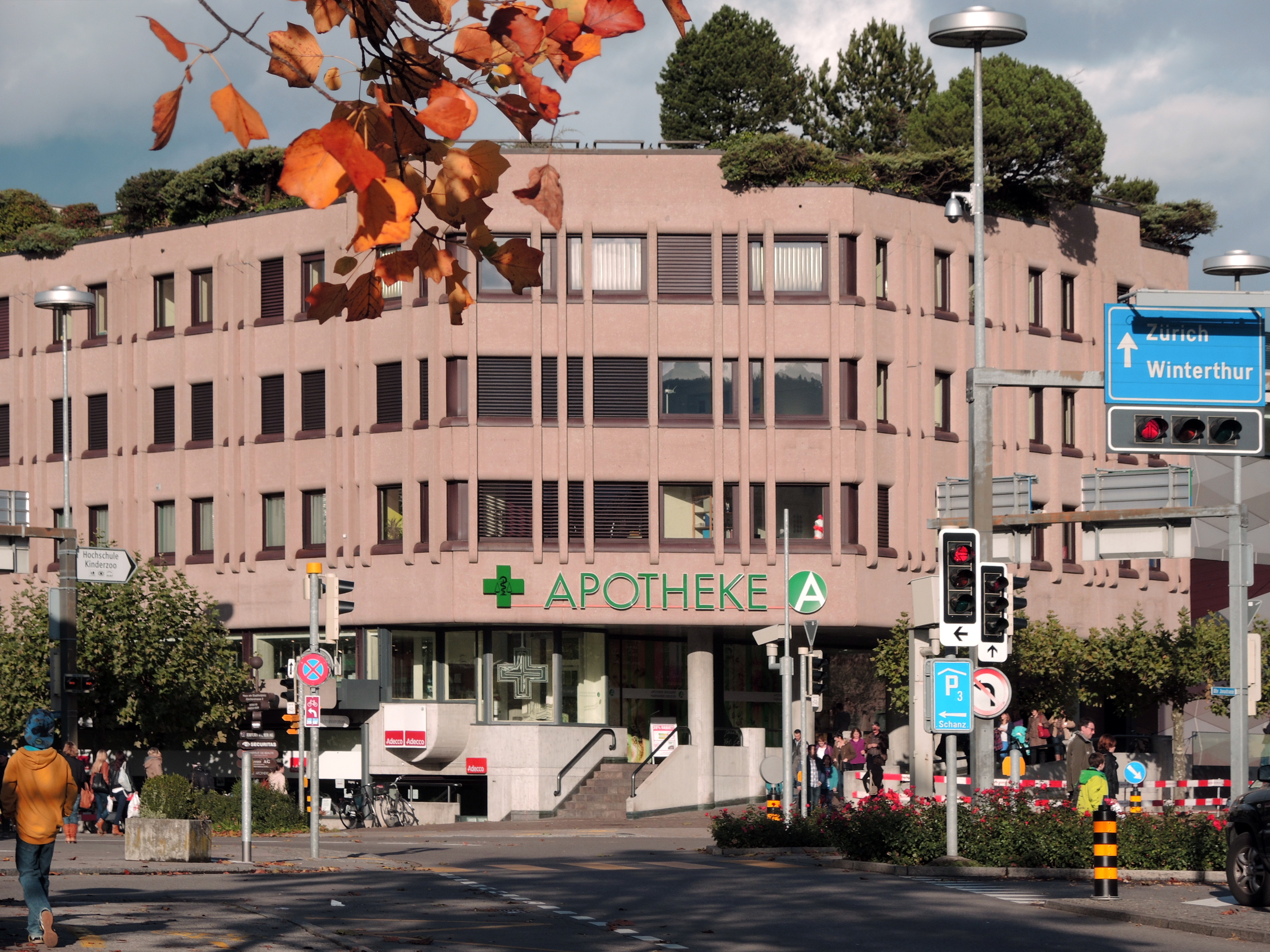
Sonnenhof nach Umbau

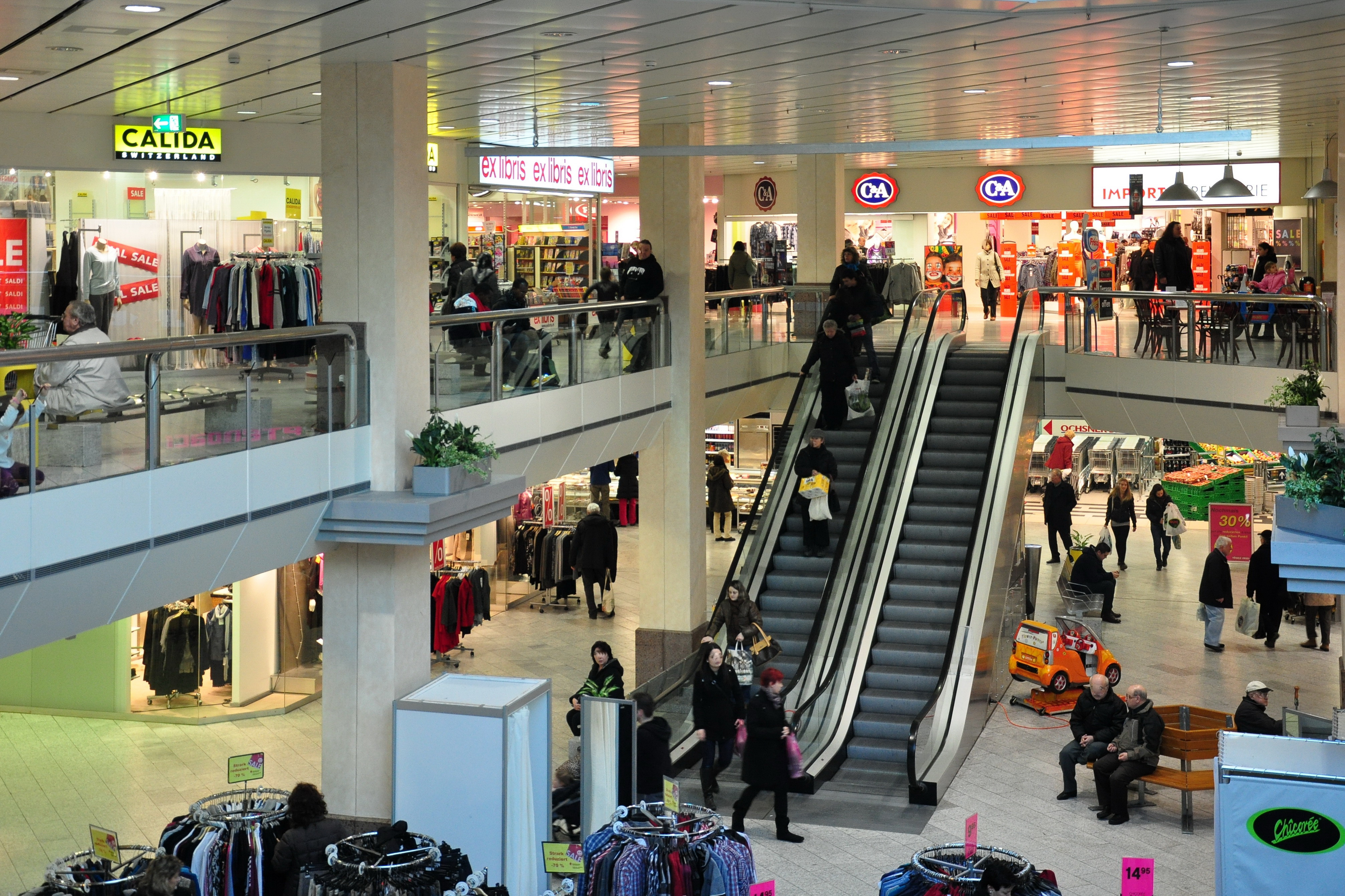
Innenansicht vor dem Umbau

Das Einkaufszentrum Sonnenhof (in der Umgangssprache Sonnenhof) ist ein Einkaufszentrum in Rapperswil. Es wurde im Jahr 1978 eröffnet und war damit eines der ersten Einkaufszentren im Kanton St. Gallen.

## Geschichte
Ende der 1960er-Jahre begannen in der Schweiz verschiedene Unternehmen, Einkaufszentren nach Vorbild der amerikanischen Shopping Malls zu planen. Im Jahr 1978 wurde das Einkaufszentrum Sonnenhof von der Gallintra AG unter dem Slogan «Zweites Herz von Rapperswil» nach rund dreijähriger Bauzeit eröffnet. Mit sandgestrahlten Betonelementen, Waschbeton und farbigem Blech war das Einkaufszentrum vor der Renovierung ein typischer Bau der 1980er-Jahre. Im Innern war das Gebäude ursprünglich mit dunkelrotem Kunststeinboden sowie dunklen Wänden und Decken gestaltet. In den 1990er-Jahren wurde das Gebäude zum ersten Mal saniert; dabei wurden die Wände und Decken nun hellgrau-weiss gestrichen.
Von Mai 2011 bis Herbst 2012 erfolgte eine Gesamtsanierung des Einkaufs-, Wohn- und Bürokomplexes durch Ramseier & Associates, da das Gebäude in die Jahre gekommen war. Die Coop-Filiale wurde beim Umbau aus nicht bekannt gegebenen Gründen geschlossen, sodass die Migros nun umsatzstärkster Nutzer des Gebäudes ist.

## Lage und Infrastruktur
Das Einkaufszentrum liegt an der nach Kempraten führenden Zürcherstrasse am nordöstlichen Ende der Rapperswiler Altstadt beim Stadthofplatz, wo nach der Schleifung der Stadtbefestigung Rapperswils das einzig nutzbare Bauland in der Gemeinde zur Verfügung stand.
Auf dreieinhalb Geschossen und einer Verkaufsfläche von 13'000 Quadratmetern sind 40 Geschäfte, Dienstleistungs- und Restaurationsbetriebe untergebracht. Weitere Stockwerke werden als Wohnungen und Büros genutzt. Während in den 1970er- und 1980er-Jahren die Grundrisse der Geschosse und die darin eingezeichneten Verkaufsflächen verwinkelt und unübersichtlich waren, sind die heutigen klar strukturiert und übersichtlich.